# 림광일
림광일(林光日，1965년~ )은 조선민주주의인민공화국의 군인 겸 정치인이다. 조선로동당 중앙위원회 위원 겸 당 중앙군사위원회 위원이다. 현재 조선인민군 대장으로 총참모장이다.

## 경력
조선인민군 소장에서 2016년 1월에 김춘삼 후임의 조선인민군 총참모부 제1부총참모장 겸 작전총국장으로 임명되었다. 2017년 군 총참모부 정찰총국 제1부총국장에 올랐고 같은 해 4월에 육군 중장으로 승진했다. 2019년 12월 개최된 조선로동당 중앙위원회 제7기 제5차 전원회의에서 당 중앙위원회 위원으로 선출되었고 장길성 후임의 정찰총국장으로 임명되었다. 이후 조선인민군 상장으로 승진했고 당 중앙군사위원회 위원으로 선출되었다. 2020년 조선인민군 대장으로 승진하고 2021년에 당 중앙위원회 정치국 후보위원에 임명되었으며 9월에 조선인민군 총참모장에 임명되었다.

## 기타
2015년 리을설과 김양건 사망 당시에 국가 장의위원회 위원을 맡았다.